# Saut de Matouba
Le saut de Matouba est une chute d'eau sur la rivière Saint-Louis au lieu-dit de Matouba à la limite des territoires des communes de Saint-Claude et de Baillif en Guadeloupe. Avec d'autres cascades, elle fait partie des lieux d'attraction touristique de l'archipel.

## Description
Haute d'environ 10 mètres, la chute d'eau s'écoule dans un bassin circulaire entouré de part et d'autre par des roches jonchées d'une végétation luxuriante (arbres, lianes, épiphytes, etc). 
Elle se situe sur la rivière Saint-Louis, affluent de la rivière des Pères, juste après la confluence avec la rivière Rouge en bordure du parc national de la Guadeloupe. Le saut de Matouba est accessible depuis le lieu-dit Matouba, en passant près de l'Habitation La Joséphine, puis en descendant une trace qui mène au lit de la rivière Saint-Louis devant être remonté sur une cinquantaine de mètres jusqu'à la chute d'eau.

## Risques
Comme tous les bassins de rétention au pied des cascades et sauts de la Guadeloupe, le saut de Matouba est fréquenté par des touristes qui peuvent s'y baigner. Cependant, le site est potentiellement sujet au risque de crue soudaine pouvant survenir après des orages tombés en amont pendant les saisons humides ainsi qu'au risque de noyade sous les remous et dans les tourbillons de la chute d'eau. De plus, les abords du saut sont entourés de rochers glissants pouvant entrainer des chutes, parfois mortelles.